# Indian Ocean Island Games 2003/Badminton
Bei den Indian Ocean Island Games 2003 wurden vom 29. August bis zum 7. September 2003 in Réduit auf Mauritius sieben Badmintonwettbewerbe ausgetragen.

## Medaillengewinner
| Disziplin    | Gold                                  | Silber                            | Bronze                             |
| ------------ | ------------------------------------- | --------------------------------- | ---------------------------------- |
| Herreneinzel | Olivier Fossy                         | Édouard Clarisse                  | Stephan Beeharry                   |
| Dameneinzel  | Martine Hennequin                     | Juliette Ah-Wan                   | Shama Aboobakar                    |
| Herrendoppel | Stephan Beeharry Yogeshsingh Mahadnac | Édouard Clarisse Abhinesh Dussain | Georgie Cupidon Nicholas Jumaye    |
| Damendoppel  | Martine Hennequin Shama Aboobakar     | Juliette Ah-Wan Catherina Paulin  | Karen Foo Kune Anusha Dajee        |
| Mixed        | Georgie Cupidon Juliette Ah-Wan       | Stephan Beeharry Shama Aboobakar  | Abhinesh Dussain Martine Hennequin |
| Herrenteam   | Mauritius                             | Réunion                           | Seychellen                         |
| Damenteam    | Mauritius                             | Seychellen                        | Réunion                            |